# Comédiennes
Pour plus de détails, voir Fiche technique et Distribution.
Comédiennes (The Marriage Circle) est un film muet américain réalisé par Ernst Lubitsch, sorti en 1924. Il se base sur la pièce Nur ein Traum ou encore Only a Dream (en français Rien qu'un rêve) de Lothar Schmidt. L'action se déroule à Vienne. Il s'agit d'une comédie matrimoniale, jouant sur les malentendus, quiproquos et chassés-croisés. 
C'est la première comédie américaine de Lubitsch et son film préféré. Ce film a inspiré des réalisateurs comme Alfred Hitchcock et Akira Kurosawa. Un remake en a été fait en 1932, par Lubitsch et George Cukor, sous le nom de One Hour With You (Une heure près de toi) ; l'action se déroule alors à Paris.

## Synopsis
Le ménage du professeur Jozef Stock et de sa femme Mizzie bat de l'aile. Stock souffre du peu d'attention de son épouse pour lui. Celle-ci, de son côté, entreprend de séduire le docteur Franz Braun, mari d'une amie de jeunesse, Charlotte. Franz et Charlotte forment un couple aimant mais ce dernier se défend mal des avances de Mizzie. Sa courtoisie et sa maladresse l'entraînent dans des situations compromettantes. Son collègue Gustav s'en aperçoit et cherche à tirer profit de la situation pour se rapprocher de Charlotte, à qui il ne cache pas son admiration. Quant au professeur Stock, il se réjouit de la possible infidélité de Mizzie qui pourrait lui donner un motif de divorce. Il s'empresse d'ailleurs d'engager un détective pour recueillir les preuves d'une liaison. Charlotte, enfin, ne se doute de rien mais s'étonne toutefois de l'intérêt que son mari semble accorder à une autre femme, Pauline Hofer, et demande à Mizzie de le surveiller. Les mensonges et chantages de Mizzie, les imprudences de Franz, et plusieurs quiproquos font craindre une rupture du couple jusque-là uni.

## Fiche technique
- Titre : The Marriage Circle (Comédiennes)
- Réalisateur : Ernst Lubitsch
- Assistant réalisateur : James Flood et Henry Blanke
- Scénario : Paul Bern, d'après la pièce Nur ein Traum, de Lothar Schmidt, Munich, 1909.
- Directeur artistique : Svend Gade
- Photographie : Charles Van Enger et Henry Sharp (non crédité)
- Producteur : Ernst Lubitsch
- Société de production : Warner Brothers Pictures
- Pays :  États-Unis
- Langue originale : sous-titres en anglais
- Genre : Comédie matrimoniale
- Durée : 92 minutes
- Format : Noir et blanc - film muet
- Date de sortie : 3 février 1924, New York[2],[3].

## Distribution
- Monte Blue : le docteur Franz Braun
- Florence Vidor : Charlotte Braun
- Marie Prevost : Mizzie Stock
- Adolphe Menjou : le professeur Jozef Stock
- Creighton Hale : le docteur Gustav Mueller
- Esther Ralston[2],[3] : miss Pauline Hofer
- Harry Myers  : le détective

## Autour du film
- Ce film est le préféré de Lubitsch, de Hitchcock, Chaplin et de Kurosawa[3],[4].

- Lubitsch avait été impressionné par le film L'Opinion publique de Charlie Chaplin, sorti en 1923, et s'en est inspiré pour The Marriage Circle, qui est sa première comédie américaine. L'acteur Adolphe Menjou jouait d'ailleurs aussi dans ce film de Chaplin[3],[4],[5].

- La direction des acteurs est particulièrement contrôlée par le réalisateur. Lubitsch attendait des effets précis, qui donnent un sens clair à chaque plan et à l'histoire. Il a choisi, pour ce faire, des comédiens moins connus que les principales vedettes de l'époque et donc plus à son écoute. Il n'hésitait pas à se faire filmer en train de mimer les scènes pour les projeter ensuite aux acteurs chaque matin, avant le tournage[3],[4].